# مارثا بوسويل
مارثا بوسويل (بالإنجليزية: Martha Boswell)‏ هي عازفة الجاز أمريكية، ولدت في 9 يونيو 1905، وتوفيت في 2 يوليو 1958.

## وصلات خارجية
- مارثا بوسويل على موقع IMDb (الإنجليزية)
- مارثا بوسويل على موقع الموسوعة البريطانية (الإنجليزية)
- مارثا بوسويل على موقع ميوزك برينز (الإنجليزية)
- مارثا بوسويل على موقع أول ميوزيك (الإنجليزية)
- مارثا بوسويل على موقع ديسكوغز (الإنجليزية)
- مارثا بوسويل على موقع قاعدة بيانات الفيلم (الإنجليزية)